# Platella polybasalia
Platella polybasalia är en svampdjursart som beskrevs av Konstantin R. Tabachnick 1988. Platella polybasalia ingår i släktet Platella och familjen Hyalonematidae. Inga underarter finns listade i Catalogue of Life.